# Euderomphale longipedicelus
Euderomphale longipedicelus är en stekelart som beskrevs av Shafee, Rizvi och Muhammad Sharif Khan 1988. Euderomphale longipedicelus ingår i släktet Euderomphale och familjen finglanssteklar. Inga underarter finns listade i Catalogue of Life.